# Praletaryj (obwód homelski)
Praletaryj (biał. Пралетарый; ros. Пролетарий) – osiedle na Białorusi, w obwodzie homelskim, w rejonie homelskim, w sielsowiecie Krasnaje, przy obwodnicy Homla.